# Andreas Rutzky von Brennau
Andreas Rutzky Edler von Brennau (* 15. Januar 1829 in Wagstadt; † 4. Dezember 1896 in Graz, Annenstraße 25) war ein österreich-ungarischer General und Militärschriftsteller, er begründete  mit seinem Bruder Edmund das Adelsgeschlecht Rutzky von Brennau.

## Jugend und Ausbildung
Rutzky wurde in Wagstadt in Österreichisch-Schlesien, heute Bílovec in Tschechien, als Sohn eines Maschinenschlossers geboren. 1848 trat er in das k. u. k. niederösterreichische Infanterie-Regiment Nr. 49 in Brünn ein. Er absolvierte die Artillerieakademie in Olmütz und wurde als Unterleutnant 2. Kl. zum k. u. k. Feldartillerie-Regiment Nr. 1 ausgemustert.

## Lehrtätigkeit und Werdegang
Seit 1858 wirkte Andreas Rutzky im Range eines Unterleutnants 1. Kl. und Oberleutnants als Professor an der Technischen Militärakademie in Wien, ab 1860 im Artilleriekomitee. 1866 wurde er zum Hauptmann 2. Kl. und 1868 zum Hauptmann 1. Kl. befördert. Im Rahmen seiner Lehrtätigkeit verfasste er mehrere Fachschriften, unter anderem einen technischen Leitfaden der Waffenlehre für die Technische Militärakademie.
Im Nordfeldzug von 1866 kommandierte Andreas Rutzky in der Nordarmee Ludwig von Benedeks die 5. Munitionskolonne im Armeemunitionspark. Danach war er im Technischen Militärkomitee wieder mit wissenschaftlichen und schriftstellerischen Arbeiten betraut. 1875 wurde er zum Major und 1876 zum Kommandeur des Festungsartillerie-Bataillons 4, 1879 zum Oberstleutnant und 1883 zum Oberst und Artilleriedirektor des XIV. Korps mit Standort in Innsbruck ernannt. Ab 1. Mai 1888 als Generalmajor ad honores im Ruhestand und nobilitiert durch Diplom vom 17. September 1887. Ihm wurde die kais. österr. Militär-Verdienstmedaille am roten Bande (Signum Laudis) verliehen.

## Familie
Er heiratete am 23. November 1868 in Wien Franziska Aloisia Polin. Das Paar hatte vier Töchter und zwei Söhne Andreas und Maximilian. Sein jüngerer Bruder Edmund heiratete am 28. Februar 1867 in Mährisch-Ostrau Seraphine Josefa Anna Mayrhofer, sie hatten zwei Töchter und einen Sohn Karl.

## Wappen

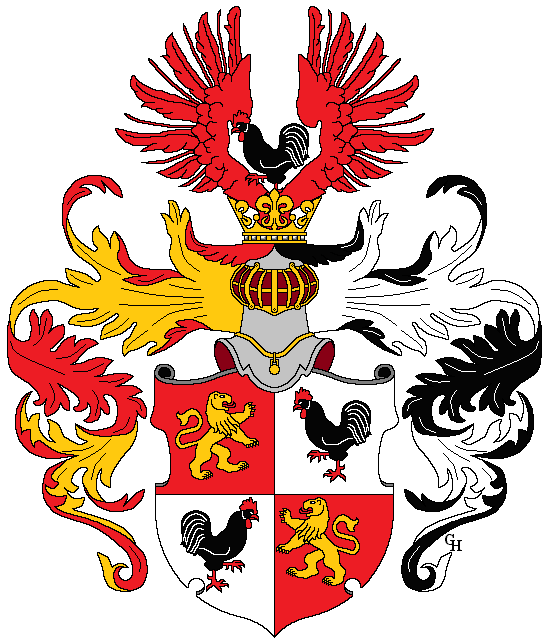
Wappen Rutzky von Brennau

Blasonierung: Quadriert, im ersten und vierten Feld in Rot ein einwärts gewendeter goldener Löwe. Im zweiten und dritten Feld in Silber ein schreitender, rotbewehrter, schwarzer Hahn. Auf dem gekrönten Helm mit rechts rot-goldenen, links schwarz-silbernen Decken der Hahn des Schildes zwischen offenem roten Flug. Dieses Wappen wurde beiden Brüdern Rutzky verliehen.

## Nachkommen
Andreas Rutzky wurde 1887 mit dem Ehrenwort und Prädikat „Edler von Brennau“ in den österreichischen Adelsstand erhoben und er begründete gemeinsam mit seinem Bruder Edmund, welcher bereits 1884 ebenfalls mit „Edler von Brennau“ geadelt wurde, das österreichische Adelsgeschlecht Rutzky Edle von Brennau.
Weitere Namensträger:
- Edmund Rutzky Edler von Brennau (* 12. November 1834), nobilitiert durch Ah. Entschließung vom 25. August 1884, Diplom vom 12. September 1884, k. u. k. tit. Major der Artillerie, Inhaber des kais. österr. Militärverdienstkreuzes 3. Kl., heiratete am 28. Februar 1867 Seraphine Josefa Anna Mayrhofer, Bruder von Andreas Rutzky von Brennau
- Elisabeth „Elsa“ Rutzky Edle von Brennau (* 2. Juni 1892; † 3. März 1972 in Graz), geborene Gierke aus der Grazer Kinodynastie, Besitzerin der Gartenvilla in Laßnitzhöhe von 1933 bis 1960, verheiratet mit Maximilian Rutzky Edlen von Brennau (* 18. September 1880 in Dubrovnik; † 12. Januar 1952 in Graz), Inhaber der Goldenen Tapferkeitsmedaille, Oberstleutnant im k. u. k. Infanterie-Regiment Nr. 27

## Werke
- 1861: Bewegung und Abweichung der Spitzgeschosse
- 1862: Das gezogene Schiesswoll-Feld- und Gebirgsgeschütz (nach Lenk’s System) in seiner Eintheilung, Einrichtung, Bedienung und Verwendung (gemeinsam mit Otto von Grahl) auf Französisch
- 1863: Das Schiesspulver und seine Mängel (gemeinsam mit Otto von Grahl)
- 1864: Die Einrichtung und Construction der gezogenen Geschütze (2. Auflage 1869)
- 1870: Die Theorie der Schiesspräparate und die Geschossbewegung in den Feuerwaffen (Innere Ballistik)
- 1871: Artillerielehre, Theorie und Praxis der Geschoss- und Zünderconstruction